# Мартинюк Тетяна Володимирівна
Тетя́на Володими́рівна Мартиню́к (* 1964) — українська музикознавчиня, педагог, доктор мистецтвознавства (2003), професор (2005).

## Життєпис
Народилася 1964 року в місті Дніпропетровськ. 1988 року закінчила Київську консерваторію (клас Надії Горюхіної та Івана Котляревського). Від того часу працювала у Мелітопольському педагогічному університеті. 1997 року закінчила аспірантуру Київської державної консерваторії з поданням дисертації до захисту на тему «„Перехідний етап“ як історико-теоретична проблема музичної україністики» та її захистом. Протягом 1999—2003 років навчалася у докторантурі Національної музичної академії України ім. І. П. Чайковського, закінчила з поданням дисертації до захисту — «Історико-теоретичні аспекти взаємовідношень географічного і соціокультурного чинників в явищі регіональної музичної культури (на прикладі Північного Приазов'я)».
1997 року здобула ступінь кандидата мистецтвознавства. Протягом 2004—2012 років — завідувачка кафедри музичного виховання і хореографії.
2004 року здобула науковий ступінь доктора мистецтвознавства.
Від 2005 року — професор.
З 2012 року — завідувачка кафедри мистецькеих дисциплін і методик навчання Університету Григорія Сковороди в Переяславі.
Напрями наукових досліджень:
- методологія музичної культурології
- музична регіоналістика
- соціологія музичної культури
- локальні музичні культури минулого (болгари, німці, чехи в умовах колонізації)
- музична культура приазовських менонітів
- методологія сучасної музичної освіти.

Є співорганізаторкою Міжнародного фестивалю-конкурсу естрадного мистецтва пам'яті І. та Д. Теодоровичів «Два серця-близнюки» (Кишинів, 2008—2015).
Креативна директор фестивалю-конкурсу «Переяславський дивограй» (Переяслав, 2013 й 2015 роки).
Серед учнів — Ельміра Е. Налбантова, Людмила В. Нестерчук, Г. О. Піонтковська.
Серед робіт:
- «Перехідні етапи в історії української музичної культури», 1997
- «Микола Попов», 2003
- «Музичний професіоналізм Північного Приазов'я ХІХ–ХХ ст.», 2003
- «Пісні та танці чехів з українського Приазов'я: Навчально-методичний посібник», 2010
- «To the problem of disciplinary status of Ukrainian musical regionica», 2011.

### Нагороди
- Почесна грамота Міністерства освіти України (1998)
- Значок Міністерства освіти і науки України «Відмінник народної освіти» (2005)
- Грамота Верховної Ради України (2009).